# سیارک ۳۳۶۴
سیارک ۳۳۶۴ (به انگلیسی: 3364 Zdenka، نامگذاری:1984GF) سه هزار و سیصد و شصت و چهارمین سیارک کشف شده‌است که در ۵ آوریل ۱۹۸۴ کشف شد.
قدر مطلق سیارک برابر ۱۳٫۸۰ است.